# Giuseppe Lillo

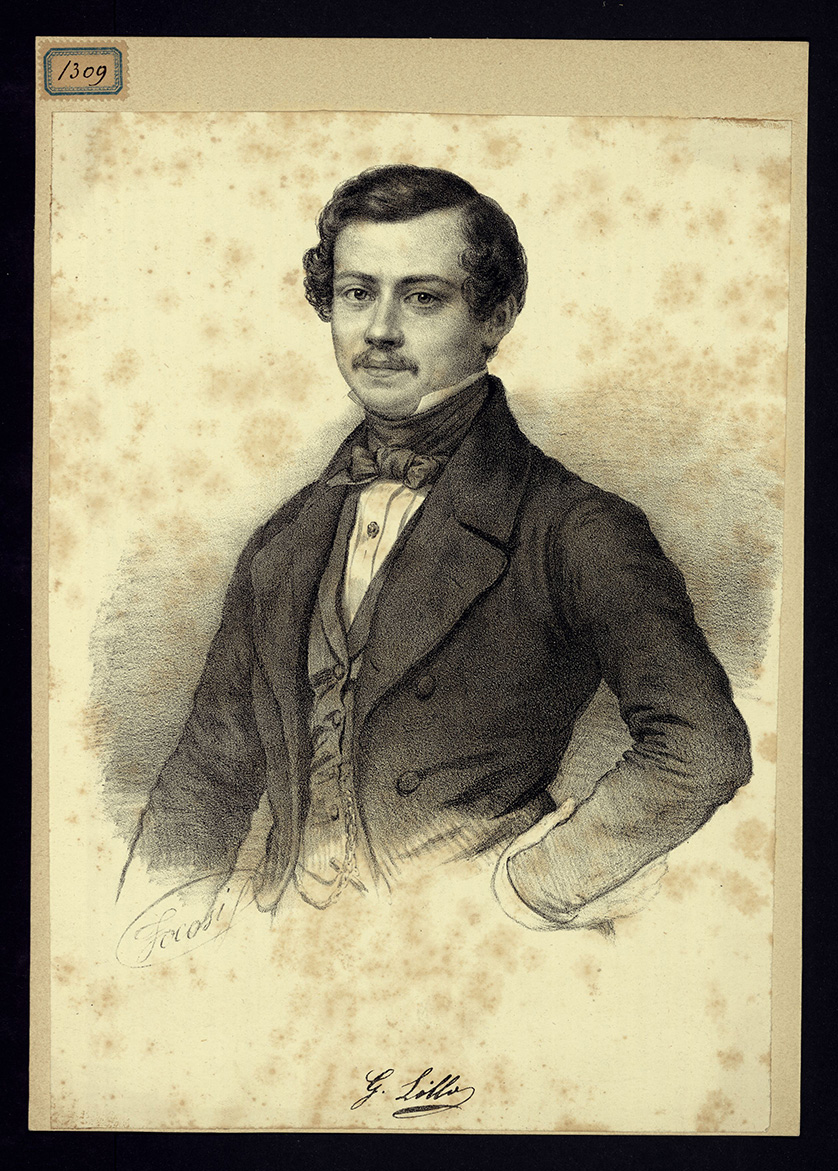
Giuseppe Lillo

Giuseppe Lillo (* 26. Februar 1814 in Galatina; † 4. Februar 1863 in Aversa) war ein italienischer Komponist, der besonders mit seinen Opern außerordentlich erfolgreich war.

## Leben und Wirken
Lillos Vater Giosuè, selbst Dirigent und Komponist, förderte seinen Sohn bereits früh. Er studierte Musik und Klavierspiel und wurde schon im Alter von zwölf Jahren wegen „außerordentlicher Verdienste“ zu einem kostenlosen Studium am Napoletaner Konservatorium San Pietro a Majella angenommen. Von Kindheit an verehrte Lillo die Musik der Belcanto-Oper, besonders des Sizilianers Vincenzo Bellini. Schon als Vierzehnjähriger reüssierte der junge Pianist in den Salons von Lecce.
1834 wurde sein erstes Bühnenwerk, La moglie per ventiquattro ore (‚Die Ehefrau für vierundzwanzig Stunden‘) am Theater des Collegio Reale in Neapel uraufgeführt. Schon drei Jahre später gelang ihm, ein Werk am Teatro San Carlo in Neapel zu platzieren: Der Erfolg der Oper Odda di Bernaver (‚Agnes Bernauer‘) verhalf ihm zu überregionalem Ruhm. Das Werk Rosmunda in Ravenna gelangte am Teatro la Fenice in Venedig an prominenter Stelle (zur feierlichen Wiedereröffnung nach einem Brand) zu Uraufführung und wurde bald an den maßgeblichen Opernhäusern Italiens nachgespielt.
1849 begab er sich für einige Monate nach Paris, wo er die großen Opernkomponisten Frankreichs, darunter Auber, Meyerbeer, Halévy, Adam, Thomas und Carafa traf.
Lillo komponierte 18 Opern, sowohl düster-romantische Tragödien, aber auch einige Buffoopern wie L’osteria di Andujar. Sie stehen in der Tradition der Italienischen Belcanto-Oper des mittleren 19. Jahrhunderts und wurden, was ihre Melodik angeht, mit Werken Gaetano Donizetti verglichen. Zu seinen bekanntesten Werken gehörte Caterina Howard nach Dumas père über Catherine Howard, die 1849 in Neapel unter Mitwirkung der Sopranistin Eugenia Tadolini und des Baritons Achille De Bassini herauskam und keinen geringeren Erfolg hatte als Verdis Macbeth oder Rossinis Mosè in Egitto, die im selben Jahr in Neapel gespielt wurden.
Schon seit den 1840er Jahren litt Lillo unter nervösen Störungen, nach 1860 wurde er ins psychiatrische Krankenhaus in Aversa eingewiesen, wo er bis zu seinem Tod lebte.
Neben seinem Opernschaffen komponierte Lillo auch zahlreiche geistliche Vokalwerke, Symphonien, Lieder und Klaviermusik. Er hatte eine Klavierprofessur am Konservatorium Neapel und war ab 1845 für die Inspektion von dessen Außenstellen zuständig. Er wurde durch die Mitgliedschaft in der Königlichen Akademie Neapel und in der Filarmonica Bellini in Palermo geehrt, im Zentrum seiner Geburtsstadt ist eine Straße nach ihm benannt.

## Bühnenwerke
- La moglie per 24 ore ossia L’ammalato di buona salute (‚Die Ehefrau für 24 Stunden oder Der an guter Gesundheit Erkrankte‘); Neapel, Teatrino del Reale Collegio di Musica di S. Sebastiano, 1834
- Il gioiello (‚Das Juwel‘), Dramma per Musica in zwei Akten; Neapel, Teatro Nuovo, 1835
- Odda di Bernaver (‚Agnes Bernauer‘), Melodramma in zwei Akten, Libretto: Emmanuele Bidera; Neapel, Teatro San Carlo, 1837
- Rosmunda in Ravenna, Tragedia Lirica, Libretto: Luisa Amalia Paladini; Venedig, Teatro la Fenice, 1837
- Alisa di Rieux; Rom, Teatro Valle, 1838
- Il conte di Chalais, Melodramma Tragico in drei Akten, Libretto: Salvatore Cammarano; Neapel, Teatro San Carlo, 1839
- L’osteria di Andujar, Azione Comica in drei Akten, Libretto: L. Tarantini; Neapel, Teatro del Fondo, 1840
- Cristina di Svezia (‚Christina von Schweden‘), Tragedia Lirica in drei Teilen, Libretto: Salvatore Cammarano; Florenz, Teatro della Pergola, 1840
- Lara, Tragedia Lirica in zwei Akten, Libretto: Leopoldo Tarantini; Neapel, Teatro San Carlo, 1842
- Caterina Howard (‚Catherine Howard‘), Melodramma Tragico in vier Akten, Libretto: Giorgio Giacchetti; Neapel, Teatro San Carlo, 1849
- La delfina, Melodramma in drei Akten, Libretto: Marco D'arienzo; Neapel, Teatro Nuovo, 1850
- La gioventù di Shakespeare ossia Il sogno d'una notte estiva (‚Die Jugend Shakespeares oder Ein Sommernachtstraum‘), Commedia Lirica in drei Akten, Libretto: Giuseppe Sesto Giannini; Neapel, Teatro Nuovo, 1851
- Ser Babbeo, Commedia in drei Akten, Libretto: Emmanuele Bardare; Neapel, Teatro Nuovo, 1853
- Il figlio della schiava (‚Der Sohn der Sklavin‘), Dramma Lirico in drei Akten, Libretto: Giuseppe Sesto Giannini; Neapel, Teatro del Fondo, 1853
- Le disgrazie di un bel giovane ossia Il zio e il nipote (‚Die Unglücksfälle eines schönen Jünglings oder Der Onkel und sein Neffe‘), weitere Daten unbekannt